# Marvel's Midnight Suns
Marvel's Midnight Suns es un juego de rol táctico de 2022 desarrollado por Firaxis Games y publicado por 2K. El juego presenta personajes de cómics de varias propiedades de Marvel Comics, como Midnight Sons, Los Vengadores, X-Men y Runaways. Los jugadores pueden crear su propio superhéroe llamado "The Hunter" con una elección de más de 40 poderes diferentes.
Midnight Suns se lanzó para PlayStation 5, Windows y Xbox Series X/S el 2 de diciembre de 2022. Las versiones para PlayStation 4 y Xbox One se lanzaron el 11 de mayo de 2023. También se planeó una versión para Nintendo Switch, pero luego se canceló. El juego recibió críticas generalmente positivas de los críticos, pero fue un fracaso comercial.

## Sinopsis
El culto demoníaco neofascista HYDRA despierta a su principal deidad, la Madre de los Demonios Lilith, con el fin de cumplir una antigua profecía de que Lilith gobernará la Tierra en una especie de Apocalipsis. Dos equipos de superhéroes: Los Vengadores y los Midnight Suns, colaborarán en poner patas arriba la profecía de Lilith gracias a la atenta mirada de la hermana de Lilith, la tradicionalista cazadora de demonios Sara, alias la Cuidadora y su sobrino y hijo de Lilith, la antigua leyenda de la caza de demonios resucitada Hunter, aunque este más liberal en su profesión.

### Personajes jugables
El juego base incluye 13 héroes diferentes, incluido El Cazador, y cuatro personajes adicionales se lanzarán como DLC.
- Blade (Michael Jai White)
- Capitán América (Brian Bloom)
- Capitana Marvel (Erica Lindbeck)
- Deadpool (Nolan North)
- Doctor Strange (Rick Pasqualone)
- Ghost Rider (Giancarlo Sabogal  / Darin De Paul)
- Hulk (William Salyers / Fred Tatasciore)
- The Hunter (Elizabeth Grullon / Matthew Mercer)
- Iron Man (Josh Keaton)
- Magik (Laura Bailey)
- Morbius (Jake Green)
- Nico Minoru (Lyrica Okano)
- Bruja Escarlata (Emily O'Brien)
- Spider-Man (Yuri Lowenthal)
- Storm (Mara Junot)
- Venom (Jake Green / Darin De Paul)
- Wolverine (Steve Blum)